# Município de Fairfield (condado de Tuscarawas, Ohio)
Localização do Ohio nos E.U.A.
O município de Fairfield (em inglês: Fairfield Township) é um município localizado no condado de Tuscarawas no estado estadounidense de Ohio. No ano de 2010 tinha uma população de 1505 habitantes e uma densidade populacional de 26,26 pessoas por km².

## Geografia
O município de Fairfield encontra-se localizado nas coordenadas 40° 32′ 11″ N, 81° 22′ 45″ O. Segundo a Departamento do Censo dos Estados Unidos, o município tem uma superfície total de 57.32 km², da qual 57,14 km² correspondem a terra firme e (0,31 %) 0,18 km² é água.

## Demografia
Segundo o censo de 2010, tinha 1505 pessoas residindo no município de Fairfield. A densidade populacional era de 26,26 hab./km².